# Барбара Гитингс
Барбара Гитингс (на английски: Barbara Gittings; 31 юли 1932 – 18 февруари 2007) е изтъкната американска активистка за гей равноправие.
От 1958 до 1963 г. организира в Ню Йорк клон на Дъщерите на Билитис и от 1963 до 1966 г. е редактор на „Стълбата“ – националното списание на организацията. През 60-те работи в сътрудничество с активиста Франк Кемъни, с когото участват в първите демонстрации срещу дискриминацията спрямо гей хората в сферата на заетостта от страна на най-големия работодател по това време – федералното правителство на САЩ.
Ранният ѝ път към откриване на научните изследвания лесбийството я прави редовен потребител на библиотеките. Така през 70-те години основна част от работата ѝ е свързана с Американската библиотечна асоциация, където е формиран първият гей комитет в професионално сдружение, чиято цел е да допринесе за увеличаване на позитивната спрямо гей хората литература в библиотеките.
Гитингс е и част от активистите, поставили през 1972 г. пред Американската психиатрична асоциация искането хомосексуалността да бъде премахната като психично разстройство от професионалната диагностична система.
Самата Гитингс описва като цел в живота си премахването на „булото на невидимостта“, което тегне над хомосексуалността и което я обрича на асоциации с престъпността и психичната болест.
Удостоена е с доживотно членство в Американската библиотечна асоциация, а на нейно име е учредена и ежегодна награда за гей-лесбийска литература. Гей-лесбийският алианс срещу дифамацията също има учредена награда на нейно име.